# Твереза Тернопільщина
Твереза Тернопільщина — обласна громадська організація в Тернопільській області. Мета діяльности — пропаганда тверезого способу життя. Юридична адреса: м. Тернопіль, бульвар Тараса Шевченка, 23/38.

## Коротка історія
Рішення про створення Тернопільської обласної громадської організації «Твереза Тернопільщина» прийнято установчими зборами Тернопільської обласної громадської організації «Твереза Тернопільщина» 10 вересня 2009 року. Свідоцтво про реєстрацію об'єднання громадян отримали 22 грудня 2010 року за № 537.
Голова — громадський і політичний діяч, нардеп від ВО «Свобода» Михайло Головко.,
Друкований орган — газета «Тверезий погляд», зареєстрована 28 березня 2012 року Головним управлінням юстиції в Тернопільській області.